# نادي المستكشفين
نادي المستكشفين (بالإنجليزية: The Explorers Club)‏‏ هو جمعية دولية مُتعددة التخصصات، تقع في الولايات المتحدة وتهدف إلى تعزيز الاستكشاف العلمي والدراسة الميدانية. تأسس النادي في مدينة نيويورك في عام 1904، وكان بمثابة نقطة التقاء للمستكشفين والعلماء في جميع أنحاء العالم. يُقيم النادي حفل عشاء سنوي لتكريم الإنجازات التي تحققت في مجال الاستكشاف، والذي يشتهر بمطبخه المُغامر والغريب.